# Brachycyrtus
Brachycyrtus is een geslacht van insecten uit de orde vliesvleugeligen (Hymenoptera) en de familie Ichneumonidae.

## Soorten
- B. australis Roman, 1915
- B. baltazarae Walkley, 1956
- B. convergens Cushman, 1936
- B. cosmetus (Walkley, 1956)
- B. eublemmae (Rao, 1953)
- B. fianarensis Seyrig, 1952
- B. luteoniger Seyrig, 1952
- B. muesebecki (Walkley, 1956)
- B. nawaii (Ashmead, 1906)
- B. noggius Gauld & Ward, 2000
- B. obelix Gauld & Ward, 2000
- B. oculatus Cushman, 1936
- B. ornatus Kriechbaumer, 1880
- B. pretiosus Cushman, 1936
- B. primus (Morley, 1912)
- B. sinui Sudheer, 2009
- B. taitensis (Cheesman, 1928)
- B. veriatrix Gauld & Ward, 2000
- B. walkleyae Gauld & Ward, 2000
- B. wardae Bennett, 2009
- B. xorix Gauld & Ward, 2000
- B. zani Gauld & Ward, 2000